# Mikropilota

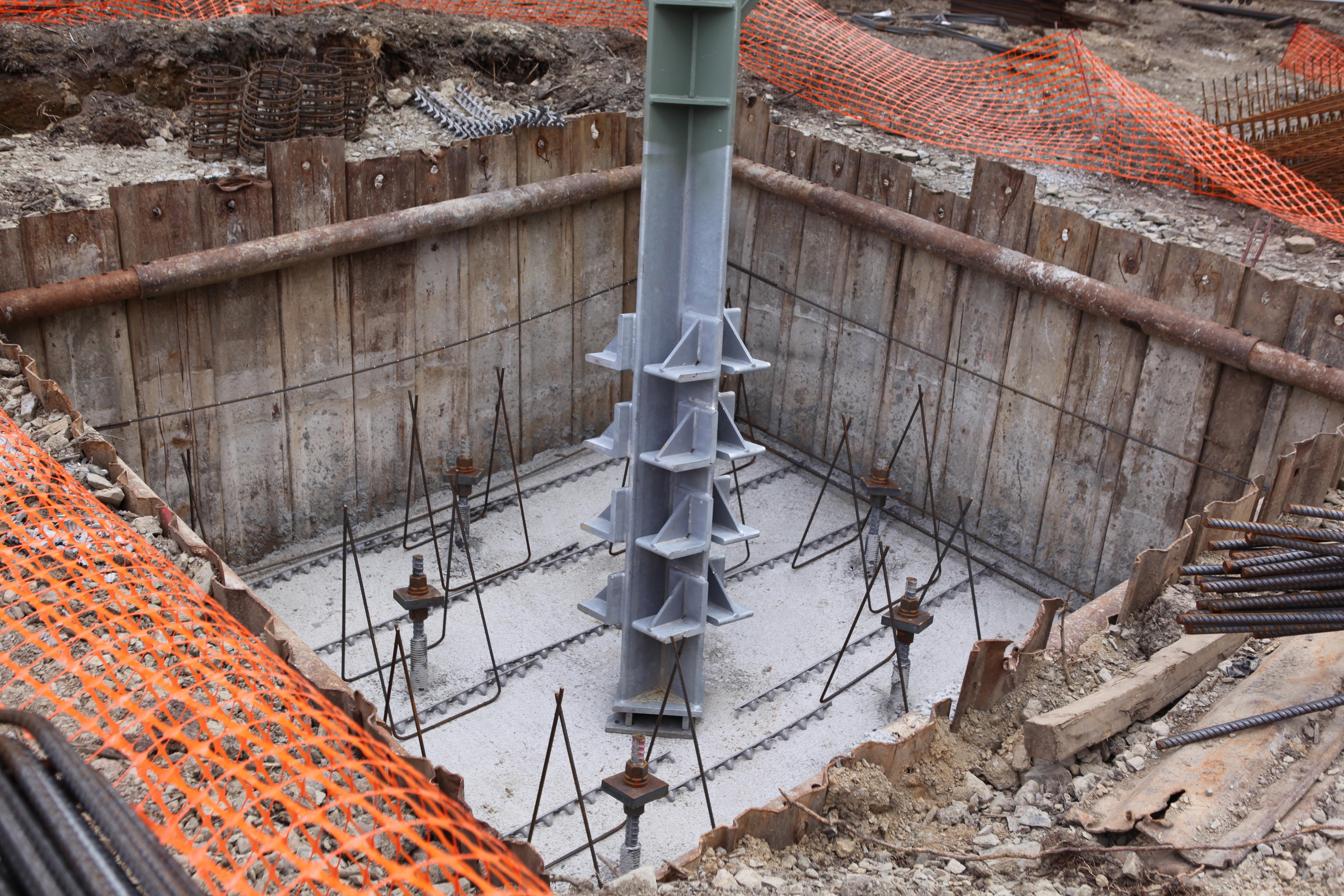
Hlavy mikropilot

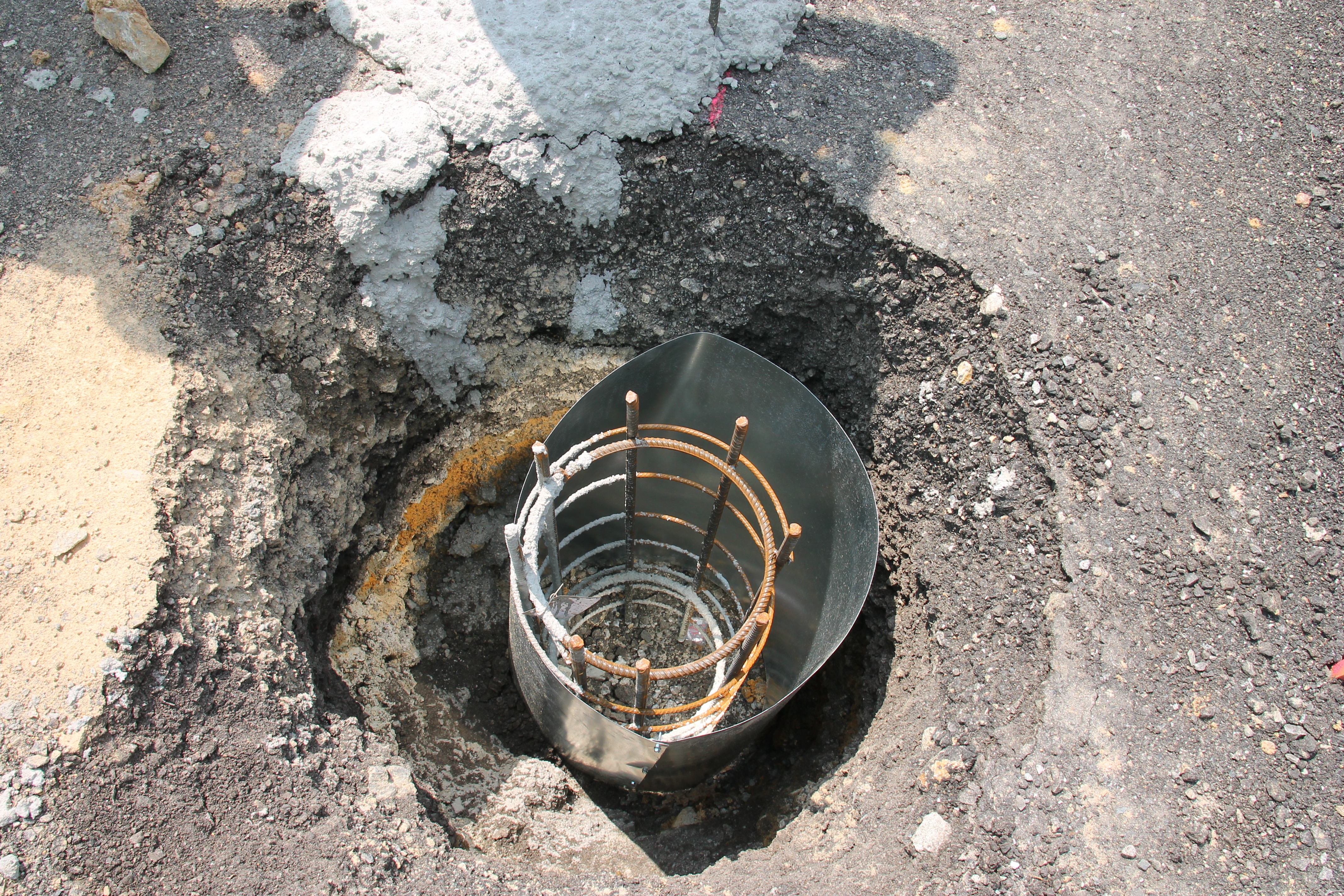
Pohled do mikropiloty (dálnice D3 u Neplachova

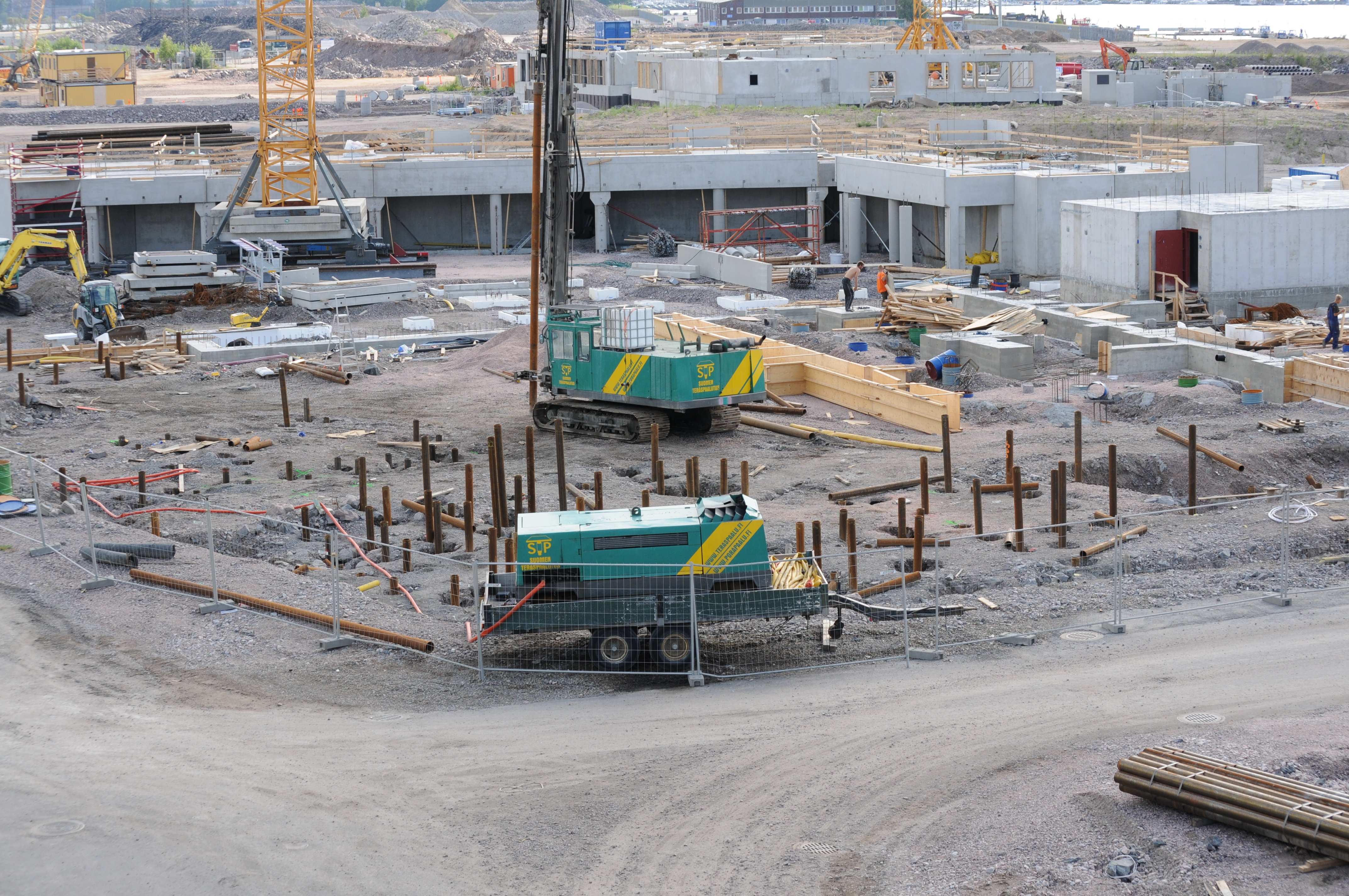
Trubkové mikropiloty, Helsinky

Mikropilota je druh štíhlého prvku hlubinného založení, který umožňuje kromě tlakových sil přenášet do základové půdy i síly tahové. Jejich průměr je menší než u klasických pilot, maximální průměr se uvádí v rozmezí 200–300 mm. Jedná se o vrtané piloty, jejichž výztuž může být tvořena buď klasickým armokošem z betonářské výztuže či plnostěnnou ocelovou trubkou.
Horní část mikropiloty se nazývá hlava, ta je v kontaktu se zbytkem stavební konstrukce, dřík mikropiloty je tvořený neinjektovanou částí a kořen je injektáží vetknut do únosné horniny. Mikropiloty se dělí na volné (obyčejně zabetonované do konstrukce), předtížené (trvalá deformace snížená řízeným zatížením před začátkem působení stálého zatížení stavby po odlehčení mikropiloty) a předepnuté (s konstrukcí spojena za působení řízeného zatížení bez odlehčení).

## Provádění
Po vyvrtání otvoru se osadí výztuž a následně dojde k injektáži pomocí dvojitého obturátoru.
Mikropiloty se využívají zejména při rekonstrukcích stávajících objektů, výhodou je možnost použít je i ve stísněných podmínkách. Z mikropilot může být zhotoven i tzv. mikropilotový deštník sloužící k zvýšení stability nadloží podzemních děl.